# Sebastião Lazaroni
Sebastião Barroso Lazaroni (Rio de Janeiro, 25 settembre 1950) è un allenatore di calcio brasiliano.

## Carriera
Nato in Brasile ma di origini italiane, ha introdotto il ruolo del libero nel calcio brasiliano. Impiegò solitamente il modulo 3-5-2 durante il campionato del mondo 1990, da commissario tecnico della Nazionale brasiliana, eliminata in quel torneo già agli ottavi di finale dall'Argentina, poi finalista perdente del torneo. Guidò la Nazionale brasiliana in 35 partite, in cui ottenne 21 vittorie, 7 pareggi e 7 sconfitte. Col Brasile vinse anche la Copa América 1989 che mancava dal 1950.
Dopo l'esperienza del mondiale italiano Lazaroni passò nella stagione 1990-91 alla Fiorentina. La formazione viola, indebolita dalle cessioni di Roberto Baggio e Sergio Battistini, conseguì sotto la sua guida la salvezza (l'anno prima si era salvata solo all'ultima giornata), togliendosi le soddisfazioni di battere la Juventus a Firenze e di fermare, in nove uomini, l'Inter a San Siro.
Da allenatore viola Lazaroni lanciò giovani quali Alberto Malusci e Massimo Orlando e intuì le potenzialità di Alberto Di Chiara reinventandone il ruolo da ala e facendone un terzino d'attacco. L'anno successivo venne esonerato dopo poche partite. Dopo un'altra esperienza al Bari, lasciò l'Italia per proseguire la sua carriera in diversi campionati nazionali, dalla Turchia alla Cina, dal Giappone al Portogallo. In Italia sarà ricordato per la sua difficoltà nel parlare italiano, caratteristica che la Gialappa's Band prenderà di mira durante il programma Mai dire Gol.
È anche noto in Turchia, quando era allenatore del Fenerbahçe, per aver battuto nella fase a gironi della UEFA Champions League 1996-1997 il Manchester United per 1-0 ad Old Trafford, infliggendo agli inglesi la prima sconfitta nel loro stadio dopo 40 anni.
L'8 agosto 2011 subentra a Milovan Rajevac alla guida del Qatar. Dopo meno di cinque mesi, il 20 dicembre 2011, viene sollevato dall'incarico a causa di prestazioni insignificanti della squadra. La QFA (Federazione calcistica qatariota) ha evidenziato la sua incapacità di avanzare oltre la fase a gironi della Pan Arab Games 2011, che il Qatar aveva ospitato, come causa principale del suo licenziamento. Con la Nazionale qatariota ottenne due vittorie, cinque pareggi e due sconfitte. È stato ufficialmente licenziato il 3 gennaio 2012, dopo la risoluzione del suo contratto con la QFA.
Lazaroni è stato tecnico del Qatar SC per la terza volta dopo i suoi periodi fra il 2008 e il 2011 e tra il 2012 e il 2014. La sua terza stagione finì in maniera deludente e lui si dimise nel maggio 2016 dopo la retrocessione del club in Qatar Stars League.
La sua peculiarità era la difesa a tre, con i terzini che fungevano da centrocampisti di supporto che al momento della fase difensiva arretravano per poi spingersi in avanti in fase offensiva; il suo non era un gioco particolarmente spettacolare, ma le sue squadre risaltavano per compattezza.

## Statistiche

### Statistiche da allenatore

#### Club
Statistiche aggiornate al 3 ottobre 2024; in grassetto le competizioni vinte.
| Stagione                  | Squadra                   | Campionato                | Campionato | Campionato | Campionato | Campionato | Coppe nazionali | Coppe nazionali | Coppe nazionali | Coppe nazionali | Coppe nazionali | Coppe continentali | Coppe continentali | Coppe continentali | Coppe continentali | Coppe continentali | Altre coppe | Altre coppe | Altre coppe | Altre coppe | Altre coppe | Totale | Totale | Totale | Totale | % Vittorie | Piazzamento      |
| Stagione                  | Squadra                   | Comp                      | G          | V          | N          | P          | Comp            | G               | V               | N               | P               | Comp               | G                  | V                  | N                  | P                  | Comp        | G           | V           | N           | P           | G      | V      | N      | P      | %          | Piazzamento      |
| ------------------------- | ------------------------- | ------------------------- | ---------- | ---------- | ---------- | ---------- | --------------- | --------------- | --------------- | --------------- | --------------- | ------------------ | ------------------ | ------------------ | ------------------ | ------------------ | ----------- | ----------- | ----------- | ----------- | ----------- | ------ | ------ | ------ | ------ | ---------- | ---------------- |
| 1985                      | Flamengo                  | RJ                        | 14         | 9          | 4          | 1          | -               | -               | -               | -               | -               | -                  | -                  | -                  | -                  | -                  | -           | -           | -           | -           | -           | 14     | 9      | 4      | 1      | 64,29      | Sub. 3°          |
| 1986-1987                 | Flamengo                  | RJ+CB                     | 25+28      | 15+12      | 7+8        | 3+8        | -               | -               | -               | -               | -               | -                  | -                  | -                  | -                  | -                  | -           | -           | -           | -           | -           | 26     | 16     | 8      | 2      | 61,54      | 9°               |
| 1987                      | Flamengo                  | RJ                        | 7          | 3          | 2          | 2          | -               | -               | -               | -               | -               | -                  | -                  | -                  | -                  | -                  | -           | -           | -           | -           | -           | 7      | 3      | 2      | 2      | 42,86      | Eson.            |
| Totale Flamengo           | Totale Flamengo           | Totale Flamengo           | 74         | 39         | 21         | 14         |                 | -               | -               | -               | -               |                    | -                  | -                  | -                  | -                  |             | -           | -           | -           | -           | 74     | 39     | 21     | 14     | 52,70      |                  |
| 1987                      | Vasco da Gama             | RJ+A                      | 5+15       | 3+5        | 1+3        | 1+7        | -               | -               | -               | -               | -               | -                  | -                  | -                  | -                  | -                  | -           | -           | -           | -           | -           | 20     | 8      | 4      | 8      | 40,00      | Sub. 15°         |
| 1988                      | Vasco da Gama             | RJ                        | 25         | 19         | 3          | 3          | -               | -               | -               | -               | -               | -                  | -                  | -                  | -                  | -                  | -           | -           | -           | -           | -           | 25     | 19     | 3      | 3      | 76,00      | 1°               |
| 1988-1989                 | Al-Ahli                   | SPL                       | 22         | 12         | 4          | 6          | KC+SFC          | 0+6             | 0+4             | 0+2             | 0+0             | -                  | -                  | -                  | -                  | -                  | -           | -           | -           | -           | -           | 28     | 16     | 6      | 6      | 57,14      | 4°               |
| 1990-1991                 | Fiorentina                | A                         | 34         | 8          | 15         | 11         | CI              | 6               | 3               | 2               | 1               | -                  | -                  | -                  | -                  | -                  | -           | -           | -           | -           | -           | 40     | 11     | 17     | 12     | 27,50      | 12º              |
| set. 1991                 | Fiorentina                | A                         | 5          | 1          | 1          | 3          | CI              | 2               | 2               | 0               | 0               | -                  | -                  | -                  | -                  | -                  | -           | -           | -           | -           | -           | 7      | 3      | 1      | 3      | 42,86      | Eson.            |
| Totale Fiorentina         | Totale Fiorentina         | Totale Fiorentina         | 39         | 9          | 16         | 14         |                 | 8               | 5               | 2               | 1               |                    | -                  | -                  | -                  | -                  |             | -           | -           | -           | -           | 47     | 14     | 18     | 15     | 29,79      |                  |
| 1992                      | Al-Hilal                  | SPL                       | 11         | 4          | 4          | 3          | CPC             | 3               | 2               | 0               | 1               | CCG                | 5                  | 2                  | 3                  | 0                  | -           | -           | -           | -           | -           | 19     | 6      | 9      | 4      | 31,58      | Sub. 7°          |
| 1992-gen. 1993            | Bari                      | B                         | 17         | 6          | 4          | 7          | CI              | 5               | 2               | 2               | 1               | -                  | -                  | -                  | -                  | -                  | -           | -           | -           | -           | -           | 22     | 8      | 6      | 8      | 36,36      | Eson.            |
| 1993-1994                 | León                      | PD                        | 38         | 14         | 10         | 14         | -               | -               | -               | -               | -               | -                  | -                  | -                  | -                  | -                  | -           | -           | -           | -           | -           | 38     | 14     | 10     | 14     | 36,84      | 12°              |
| 1994                      | Vasco da Gama             | A                         | 25         | 8          | 8          | 9          | CB+CR           | 4+1             | 2+0             | 1+1             | 1+0             | -                  | -                  | -                  | -                  | -                  | -           | -           | -           | -           | -           | 30     | 10     | 10     | 10     | 33,33      | 11°              |
| Totale Vasco da Gama      | Totale Vasco da Gama      | Totale Vasco da Gama      | 70         | 35         | 15         | 20         |                 | 5               | 2               | 2               | 1               |                    | -                  | -                  | -                  | -                  |             | -           | -           | -           | -           | 75     | 37     | 17     | 21     | 49,33      |                  |
| 1995                      | Al-Hilal                  | SPL                       | 13         | 7          | 4          | 2          | CPC             | 4               | 4               | 0               | 0               | -                  | -                  | -                  | -                  | -                  | -           | -           | -           | -           | -           | 17     | 11     | 4      | 2      | 64,71      | Sub. 2°          |
| Totale Al-Hilal           | Totale Al-Hilal           | Totale Al-Hilal           | 24         | 11         | 8          | 5          |                 | 7               | 6               | 0               | 1               |                    | 5                  | 2                  | 3                  | 0                  |             | -           | -           | -           | -           | 36     | 19     | 11     | 6      | 52,78      |                  |
| 1995                      | Paraná                    | A                         | 23         | 8          | 9          | 6          | -               | -               | -               | -               | -               | -                  | -                  | -                  | -                  | -                  | -           | -           | -           | -           | -           | 23     | 8      | 9      | 6      | 34,78      | 13°              |
| 1996                      | Paraná                    | Par                       | 17         | 7          | 6          | 4          | CB              | 6               | 1               | 3               | 2               | -                  | -                  | -                  | -                  | -                  | -           | -           | -           | -           | -           | 23     | 8      | 9      | 6      | 34,78      | Risoluz.         |
| 1996-feb. 1997            | Fenerbahçe                | T.1L                      | 20         | 13         | 5          | 2          | TK              | 3               | 1               | 1               | 1               | UCL                | 8                  | 3                  | 2                  | 3                  | -           | -           | -           | -           | -           | 31     | 17     | 8      | 6      | 54,84      | Eson.            |
| 1997                      | Paraná                    | A                         | 18         | 6          | 5          | 7          | -               | -               | -               | -               | -               | -                  | -                  | -                  | -                  | -                  | -           | -           | -           | -           | -           | 18     | 6      | 5      | 7      | 33,33      | Eson.            |
| Totale Paranà             | Totale Paranà             | Totale Paranà             | 58         | 21         | 20         | 17         |                 | 6               | 1               | 3               | 2               |                    | -                  | -                  | -                  | -                  |             | -           | -           | -           | -           | 64     | 22     | 23     | 19     | 34,38      |                  |
| 1998                      | Grêmio                    | G                         | 8          | 4          | 2          | 2          | CB              | 4               | 1               | 1               | 2               | CL                 | 10                 | 5                  | 2                  | 3                  | -           | -           | -           | -           | -           | 22     | 10     | 5      | 7      | 45,45      | 5°               |
| 1999                      | Shanghai Shenhua          | Jia-AL                    | 26         | 9          | 11         | 6          | CC              | 5               | 4               | 0               | 1               | CdC                | 2                  | 0                  | 1                  | 1                  | SdC         | 1           | 1           | 0           | 0           | 34     | 14     | 12     | 8      | 41,18      | 5°               |
| 2001                      | Botafogo                  | RJ                        | 11         | 4          | 4          | 3          | CB              | 4               | 2               | 0               | 2               | -                  | -                  | -                  | -                  | -                  | R-SP        | 8           | 2           | 3           | 3           | 23     | 8      | 7      | 8      | 34,78      | Eson.            |
| ago.-dic. 2001            | Yokohama F·Marinos        | J1                        | 15         | 6          | 3          | 6          | CdI+JLC         | 1+5             | 0+3             | 0+2             | 1+0             | -                  | -                  | -                  | -                  | -                  | -           | -           | -           | -           | -           | 21     | 9      | 5      | 7      | 42,86      | Sub. 13º         |
| gen.-ott. 2002            | Yokohama F·Marinos        | J1                        | 22         | 13         | 4          | 5          | CdI+JLC         | 0+6             | 0+2             | 0+1             | 0+3             | -                  | -                  | -                  | -                  | -                  | -           | -           | -           | -           | -           | 28     | 15     | 5      | 8      | 53,57      | Eson.            |
| Totale Yokohama F Marinos | Totale Yokohama F Marinos | Totale Yokohama F Marinos | 37         | 19         | 7          | 11         |                 | 12              | 5               | 3               | 4               |                    | -                  | -                  | -                  | -                  |             | -           | -           | -           | -           | 49     | 24     | 10     | 15     | 48,98      |                  |
| 2003-2004                 | Al-Arabi                  | PL                        | 16         | 11         | 2          | 3          | AKC+CPC+EC      | 8+2+1           | 5+1+0           | 2+0+0           | 1+1+1           | ACL                | 6                  | 2                  | 2                  | 2                  | -           | -           | -           | -           | -           | 33     | 19     | 6      | 8      | 57,58      | 3º               |
| 2005                      | Juventude                 | A                         | 13         | 2          | 4          | 7          | -               | -               | -               | -               | -               | CS                 | 2                  | 1                  | 0                  | 1                  | -           | -           | -           | -           | -           | 15     | 3      | 4      | 8      | 20,00      | Sub. eson.       |
| lug.-set. 2006            | Trabzonspor               | SL                        | 4          | 1          | 1          | 2          | TK              | -               | -               | -               | -               | UCL                | 2                  | 1                  | 1                  | 0                  | -           | -           | -           | -           | -           | 6      | 2      | 2      | 2      | 33,33      | Dimis.           |
| 2007-2008                 | Marítimo                  | PL                        | 30         | 14         | 4          | 12         | CP+CdL          | 2+1             | 1+0             | 0+1             | 1+0             | -                  | -                  | -                  | -                  | -                  | -           | -           | -           | -           | -           | 33     | 15     | 5      | 13     | 45,45      | 5º               |
| 2008-2009                 | Qatar SC                  | QSL                       | 27         | 11         | 10         | 6          | ECQ+QPC         | 2+2             | 1+1             | 1+1             | 0+0             | -                  | -                  | -                  | -                  | -                  | SQ          | 3           | 1           | 2           | 0           | 34     | 14     | 14     | 6      | 41,18      | 4º               |
| 2009-2010                 | Qatar SC                  | QSL                       | 22         | 11         | 5          | 6          | QSC+ECQ+QPC     | 5+2+1           | 2+1+0           | 1+0+0           | 2+1+1           | CCG                | 8                  | 4                  | 4                  | 0                  | SQ          | 3           | 2           | 1           | 0           | 41     | 20     | 11     | 10     | 48,78      | 4°               |
| 2010-2011                 | Qatar SC                  | QSL                       | 22         | 11         | 7          | 4          | QSC+ECQ         | 6+2             | 3+1             | 2+0             | 1+1             | -                  | -                  | -                  | -                  | -                  | SQ          | 4           | 3           | 0           | 1           | 34     | 18     | 9      | 7      | 52,94      | 5°               |
| ago. 2011                 | Qatar SC                  | QSL                       | -          | -          | -          | -          | QSC+ECQ         | -               | -               | -               | -               | -                  | -                  | -                  | -                  | -                  | SQ          | 2           | 0           | 2           | 0           | 2      | 0      | 2      | 0      | &0,00      | Risoluz.         |
| 2012-2013                 | Qatar SC                  | QSL                       | 22         | 7          | 5          | 10         | QSC+ECQ         | 5+2             | 2+0             | 1+1             | 2+1             | -                  | -                  | -                  | -                  | -                  | SQ          | 4           | 2           | 0           | 2           | 33     | 11     | 7      | 15     | 33,33      | 8°               |
| 2013-2014                 | Qatar SC                  | QSL                       | 26         | 8          | 7          | 11         | QSC+ECQ         | 5+2             | 4+1             | 1+1             | 0+0             | -                  | -                  | -                  | -                  | -                  | SQ          | 4           | 0           | 1           | 3           | 37     | 13     | 10     | 14     | 35,14      | 10°              |
| ott. 2015-2016            | Qatar SC                  | QSL                       | 20         | 6          | 8          | 6          | ECQ             | 1               | 0               | 0               | 1               | -                  | -                  | -                  | -                  | -                  | -           | -           | -           | -           | -           | 21     | 6      | 8      | 7      | 28,57      | Sub. 13° (retr.) |
| Totale Qatar SC           | Totale Qatar SC           | Totale Qatar SC           | 139        | 54         | 42         | 43         |                 | 35              | 16              | 9               | 10              |                    | 8                  | 4                  | 4                  | 0                  |             | 20          | 8           | 6           | 6           | 202    | 82     | 61     | 59     | 40,59      |                  |
| Totale carriera           | Totale carriera           | Totale carriera           | 646        | 278        | 180        | 188        |                 | 114             | 56              | 28              | 30              |                    | 43                 | 18                 | 15                 | 10                 |             | 29          | 11          | 9           | 9           | 832    | 363    | 232    | 237    | 43,63      |                  |

## Palmarès

### Allenatore

#### Competizioni statali
- Campionato Carioca: 3

Flamengo: 1986
Vasco da Gama: 1987, 1988

#### Competizioni nazionali
- Coppa dell'Arabia Saudita: 1

Al-Hilal: 1995
- Supercoppa di Cina: 1

Shanghai Shenhua: 1999
- Coppa J.League: 1

Yokohama Marinos: 2001
- Coppa del Principe della Corona del Qatar: 1

Qatar SC: 2009
- Qatar Stars Cup: 1

Qatar SC: 2013-2014

#### Nazionale
- Coppa America: 1

Brasile 1989

#### Individuale
- Allenatore sudamericano dell'anno: 1

1989